# Новосёловка (Криничанский район)
Новосёловка (укр. Новоселівка) — село,
Новосёловский сельский совет,
Криничанский район,
Днепропетровская область,
Украина.
Код КОАТУУ — 1222084501. Население по переписи 2001 года составляло 509 человек.
Является административным центром Новосёловского сельского совета, в который, кроме того, входят сёла
Барвинок,
Зелёный Кут,
Ильинка,
Роговское и
Степановка

## Географическое положение
Село Новосёловка находится на левом берегу реки Мокрая Сура,
выше по течению на расстоянии в 3 км расположено село Вишнёвое,
ниже по течению на расстоянии в 1 км расположено село Роговское,
на противоположном берегу — село Степановка.
По селу протекают пересыхающие ручьи с запрудами.

## История
- 1870 — дата основания.

## Экономика
- «Новоселица», спортивно-оздоровительный комплекс.

## Объекты социальной сферы
- Школа I—II ст.
- Детский сад.
- Клуб.
- Медпункт.

## Достопримечательности
- Братская могила советских воинов.
- Марсова гора.
- Балка Блоква.